# Reguła uznania
Reguła uznania (ang. rule of recognition) - według myśliciela prawa Herberta Harta prawo to tylko reguły. Reguły te dzielić można na pierwotne oraz wtórne. Jedną z reguł wtórnych (oprócz reguł orzekania i zmiany) jest reguła uznania.
Określa ona jakie zdarzenia muszą zaistnieć, aby reguła pierwotna mogła uchodzić za wiążącą. Zdarzenia te decydują o tym, która reguła pierwotna jest regułą prawną, a która nie. Pozwala ona także stwierdzić, czy dana reguła pierwotna jest wytworem podmiotu wyposażonego w kompetencje prawodawcze. Inaczej mówiąc, pozwala na określenie, czy dana norma obowiązuje, czy nie.
Hart twierdził, że dane prawo (aby być prawem) musi być uznane przez społeczeństwo. Jest to uznanie wewnętrzne każdego obywatela. Stosowanie tego prawa przez jednostki jest jednoznaczne z jego uznaniem. Niekoniecznie wiąże się to z moralnością. Nie każde obowiązujące prawo jest moralne, a pomimo to jest uznane przez społeczeństwo (np. prawo hitlerowskie).
Hart uważał również, że:
1. Wiele zasad prawnych posiada status prawny ze względu na sposób powstania lub też przejęcia przez pewne powszechnie uznane i autorytatywne źródło,
2. Zasady prawne są  rozpoznawane przez rodowód <pochodzenie>. Zostają uznane za reguły prawne, np. po wprowadzeniu je przez sądy,
3. Istniejąca wielość norm i reguł może powodować wątpliwość u użytkownika norm i reguł, co do ich zasadności. Jednak odwołując się do obiektywnej reguły uznania możemy oddalić te wątpliwości,
4. Zasady należy traktować jako część prawa, zgodnie z koncepcją reguły uznania, nawet jeśli sprawdzian interpretacyjny (konstruktywna wykładnia prawa) jest ich jedynym kryterium identyfikacji,
5. Reguła uznania musi ukazywać szczegółowo źródła prawa i hierarchiczne relacje zachodzące pomiędzy nimi,
6. Istnieją systemy prawa, w których kryterium interpretacyjne jest używane do rozpoznania zasad prawa. Dzieje się tak, np. w systemach anglosaskich.